# Спедзано-Пикколо
Спедза́но-Пи́кколо (итал. Spezzano Piccolo) — коммуна в Италии, располагается в регионе Калабрия, подчиняется административному центру Козенца.
Население составляет 2030 человек, плотность населения составляет 42 чел./км². Занимает площадь 48 км². Почтовый индекс — 87050. Телефонный код — 0984.
В коммуне 15 августа особо празднуется Успение Пресвятой Богородицы.